# Cevat Şakir
Cevat Şakir Kabaağaçlı o Musa Cevat Şakir (Creta, 17 aprile 1886 – Smirne, 13 ottobre 1973) è stato uno scrittore ed etnografo turco, conosciuto con il nome di Pescatore di Alicarnasso (Halikarnas Balıkçısı).

## Biografia
Cevat Şakir Kabaağaçlı era figlio di Shakir Pascià, un diplomatico turco sotto il regno del Sultano ottomano Abdülhamid II. Passò la sua infanzia ad Atene. Si diplomò nel Robert College e si addottorò nel Dipartimento di Storia dell'Università di Oxford nel 1908.
Scrisse su numerosi giornali turchi. Nel 1925, a seguito della pubblicazione d'un articolo che criticava la pena di morte, fu condannato a 3 anni d'esilio a Bodrum (antica Alicarnasso), che all'epoca era un piccolo villaggio di pescatori sui bordi del mar Egeo.
Malgrado la fine della sua pena, rifiutò di lasciare Bodrum e prese il soprannome di Pescatore di Alicarnasso per le sue pubblicazioni.
Lavorò molto sulla storia della regione, partendo dall'idea secondo cui la culla della civiltà occidentale si trovava a ovest della Turchia, nell'antica Ionia.
Pubblicò decine d'opere storiche sull'Anatolia occidentale e sulla mitologia greca. Scrisse parimenti dei romanzi che hanno come eroi pescatori e marinai. Fu il pionieristico organizzatore dei "tour blu" (Mavi Tur) che miravano a far conoscere la regione di Bodrum al grande pubblico. Se Bodrum è oggi uno dei maggiori centri turistici della Turchia, ciò in gran parte lo si deve agli sforzi di Cevat Şakir.
Morto nel 1973, fu seppellito nella sua Bodrum.